# FK Železničar Belgrado
El FK Železničar Belgrado (en serbio: ФК Железничар Београд) es un club de fútbol serbio del distrito de Bara Venecija, en Belgrado. El club fue fundado en 1924 y actualmente juega en la Liga Srpska de Belgrado, la cuarta división serbia. El equipo disputa sus partidos como local en el Stadion Železničar y el azul es su color tradicional.

## Historia
El FK Železničar fue fundado en 1924, cuando un grupo de trabajadores de la estación de ferrocarril de Belgrado comenzó a jugar al fútbol de forma organizada. Más tarde, ese mismo año, se formó el primer equipo. En la temporada 1927-28 el club comenzó a competir y, para el final de su primera temporada, terminó quinto. El club tenía muchos problemas con su estado financiero, pero siguió jugando. En 1935, el Železničar Belgrado construyó un nuevo estadio. En el partido inaugural aplastaron al FK Građanski de Zemun, 12-0, en un partido memorable para los aficionados. El club se quedó en la misma liga hasta la Segunda Guerra Mundial.
Durante la guerra, todos los partidos se habían reducido, pero, después de su finalización, la asociación deportiva del Železničar comenzó a formar nuevas sociedades deportivas. El equipo comenzó a competir en las ligas mayores y, a principios de la década de 1950, compitieron en la Jedinstvena sportska Liga, el campeonato de liga unificado. Más tarde se trasladaron a la Primera Liga de Belgrado. En la temporada 1989, el club fue ascendido a la Zona de Belgrado, en ese momento la competición más importante de Belgrado. 
En 1995 se convirtieron en miembros de la Liga serbia de Belgrado, sin embargo su mayor éxito fue cuando en 1999 lograron el ascenso a la Segunda División Yugoslava - Grupo Norte, donde permaneció hasta 2003, cuando fue descendido por decisión administrativa a causa de la reestructuración del sistema de competición de la liga serbia.

## Jugadores
Los siguientes son algunos de los futbolistas más importantes de la historia del club:
- Mikica Arsenijević
- Rajko Mitić
- Sava Antić
- Sreten Davidović
- Radomir Čabrić
- Branimir Banjac
- Dragan Nikolić
- Duško Košutić
- Branko Rajić
- Nešat Sulejmani
- Ivan Lakicevic

## Entrenadores
Los siguientes son algunos de los entrenadores más importantes de la historia del club:
- Mikica Arsenijević
- Rajko Mitić
- Miroljub Čolović
- Božidar Milenković
- Tomislav Savić
- Goran Kalušević